# Debriefing
Debriefing (dosł. sprawozdanie lub wysłuchanie, ang. Critical Incident Stress Debriefing) – forma grupowego wsparcia psychologicznego dla zespołów ratunkowych po zdarzeniach traumatycznych.
Metoda została opracowana w końcu lat 80. XX wieku w Stanach Zjednoczonych przez Jeffreya T. Mitchella. Była jedną z technik wsparcia dla zespołów ratunkowych po zdarzeniach traumatycznych.
Debriefing jest formą spotkania w grupie i dyskusji (z mocnym komponentem rekonstrukcji faktów) o przeżytym traumatycznym zdarzeniu. Ma siedem etapów: wprowadzenie, faza faktów, faza myśli, faza reakcji, faza symptomów, faza nauczania oraz zakończenie. Celem stosowania metody jest zmniejszenie negatywnych konsekwencji traumatycznego zdarzenia. Spotkanie debriefingowe trwa z reguły około trzech godzin i jest prowadzone od 24 do 72 godzin po danym zdarzeniu. Jedynie w przypadku masowych katastrof (takich jak np. lotnicze, kolejowe, czy naturalne) debriefing prowadzony jest w kilka tygodni po wystąpieniu katastrofy.
W latach 1980–2004 ta metoda była coraz bardziej popularna, z powodu prostoty oraz oparcia na stosunkowo nieskomplikowanej procedurze, co umożliwiało jej stosowanie przez personel o niewielkich nawet kwalifikacjach i małym doświadczeniu interwencyjnym. Ponadto, dla dużych firm była metodą na uniknięcie pozwów odszkodowawczych. Badania jednak mówią o niepowodzeniach debriefingu w zapobieganiu długofalowym konsekwencjom ekspozycji na zdarzenia traumatyczne, a także o braku dostosowania metody do faktycznych potrzeb osób poszkodowanych. 
Meta-analiza skutków debriefingu psychologicznego, przeprowadzona przez Alexandra Mcfarlane i innych z University of Adelaide wykazała brak istotnej skuteczności debriefingu w prewencji objawów PTSD po wydarzeniu traumatycznym.  W konkluzjach dla klinicystów autorzy odradzają używanie tej metody. 
Od 2012 roku Światowa Organizacja Zdrowia nie zaleca stosowania debriefingu. Od 2017 roku Amerykańskie Towarzystwo Psychologiczne klasyfikuje debriefing psychologiczny jako „No Research Support/Treatment is Potentially Harmful”.